# いいなり! あいぶれーしょん
『いいなり! あいぶれーしょん』は、中嶋ちずなによる日本の漫画作品。『月刊ドラゴンエイジ』（富士見書房）にて、2006年9月号から2010年5月号まで連載された。単行本は全4巻。略称は「あいぶれ」。

## 概要
掲載誌は少年誌に分類されているがタイトル通り「愛撫」がメインテーマの作品であるだけに、時には成人向け漫画顔負けの過激なシーンも存在する。愛撫と同時に女の子のおしっこシーン、おもらしシーンも非常に多い。但し、直接的な裸体描写等は少なくフェティシズムに訴えかける描写が多い。なお、本作において「おしっこ」には愛液の暗喩も含まれており、作中で両者は同等のものとして描写されている。
こうした表現の過激さや作者の遅筆が原因で、休載となることが多々あることも特徴の一つである。2007年秋から2009年3月まで長期休載状態となった際は、作者が『チャンピオンRED』（秋田書店）において『アリスの100℃C』の連載を始めたことから連載再開の可能性は低いのではないかと噂され、遅筆による落稿や性的表現の自主規制を巡る編集部との対立が原因で事実上の打ち切り状態に追い込まれたのではないかとの説も出ていた。2008年10月に『アリスの100℃C』が完結した後、作者のサイトで本作の連載再開に向けて「準備中」であることが明かされ、2009年2月20日発売の増刊『ドラゴンエイジピュア』Vol.15掲載の予告で再開を告知。『月刊ドラゴンエイジ』5月号より、2年半ぶりに連載が再開された。

## ストーリー
里見市に住む高校1年生・村上香旗は姉・薫子と梅園寺重工が主催するメイドロボ展を訪れていた。ところが、空から大量のトイレットペーパーと共に謎の少女・雫石が降って来る。香旗は逃げる雫石を呼び止めるが、雫石は唐突におもらししてしまいやむなく2人で女子トイレへ入る。そして、雫石に自分のおしっこを舐めて欲しいと懇願され、香旗は仕方無くそれに従う。ところが、次の瞬間に雫石の股間から伸びた光る糸が香旗の右手と「接続」されてしまい、そこへ展示品のメイドロボが、雫石を狙って襲いかかって来る。

## 登場人物
村上 香旗（むらかみ こうき）
里見市在住の里見高校1年生・15歳。槍道場の長男だが、両親は「武者修行」と称して世界中を渡り歩いており姉の薫子と2人で暮らしていた。ところが、メイドロボ展で訳がわからない内に雫石と「接続」されてしまい慌ただしい日々を過ごすことに。
村上 薫子（むらかみ かおるこ）
香旗の姉だが、留年のため高校1年。重度のブラコンで、弟と2人きりの生活に割って入り込んだ雫石を邪魔者扱いしている。
万杜 小太郎（まんず こたろう）
大太羅神社の元神職。既に老体で封印を解かれる心配が無いことからナムと契約し、マスターとなっている。舌を使った愛撫が特技。
万杜 真依（まんず まい）
小太郎の孫娘で、香旗のクラスメイト。百合志向。
こまん
ダイダラボッチの娘で、アリステールのマスター。八百万の姫を自称している。

### 半人半機
雫石（しずくいし）
古代文明の粋を結集して作られた3体の半人半機の1体。その体内には古の巨人・ダイダラボッチの魂が分割して封印されている。口癖は「恥ずかしくて赤ちゃんできちゃいそうです」。
常に大量のトイレットペーパーを持ち歩いており、所構わず失禁してしまうように見えるのはダイダラボッチの魂が半人半機と接続された人間の性欲を解放し、封印を解かせるために媚薬を分泌しているからである。
メイドロボ展でマスターに認証された香旗の指示でシンクロして行動することが可能であるが、距離が離れ過ぎると抑制が利かなくなり淫乱になってしまう。そのため、香旗の登校中は保健室で保険医の山菅先生を手伝っている。
ナム
半人半機の1体。東南アジア系の風貌をしている。メイドロボ展で雫石のマスターとなった香旗に梅園寺重工が雫石たちを狙っている理由を説明する。その理由とは、梅園寺重工が3体の「半人半機」に封印されている古の巨人・ダイダラボッチを復活させ、破壊の限りを尽くさせることに有るのだという。
アリステール
3体目の半人半機。こまんに対して、姉のように接する。

### 梅園寺重工関係者
梅園寺 義隆（ばいえんじ よしたか）
梅園寺重工ロボット部門最高責任者。古の巨人・ダイダラボッチの復活を目論み、逃走した雫石を追い求める。
貫一郎（かんいちろう）
里見高校の生徒だが、義隆の直属で行動していることから梅園寺重工関係者と思われる。薫子に心底から惚れ込んでおり、薫子に対しては周囲からはやり過ぎと思えるほどに気配りを惜しまない。また、薫子のことを薫と呼ぶ。
メイドロボ
梅園寺重工の最新鋭量産型メイドロボ。「半人半機」の模造品であるが、極めて高い戦闘・状況分析能力を持つ。

## 書誌情報
- 中嶋ちずな『いいなり! あいぶれーしょん』富士見書房〈角川コミックス ドラゴンJr.→ドラゴンコミックスエイジ〉、全4巻
  1. 2007年5月9日初版発行（5月7日発売[2]）、ISBN 978-4-04-712497-4
  2. 2007年7月9日初版発行（7月6日発売[3]）、ISBN 978-4-04-712503-2
  3. 2009年11月9日初版発行（11月5日発売[4]）、ISBN 978-4-04-712635-0
  4. 2010年6月9日初版発行（6月4日発売[5]）、ISBN 978-4-04-712670-1